# Claoxylon erythrophyllum
Claoxylon erythrophyllum är en törelväxtart som beskrevs av Friedrich Anton Wilhelm Miquel. Claoxylon erythrophyllum ingår i släktet Claoxylon och familjen törelväxter.

## Underarter
Arten delas in i följande underarter:
- C. e. brassii
- C. e. erythrophyllum